# مانوئل هگن
مانوئل هگن (انگلیسی: Manuel Hegen؛ زادهٔ ۲۳ نوامبر ۱۹۹۲) بازیکن فوتبال اهل آلمان است.
از باشگاه‌هایی که در آن بازی کرده‌است می‌توان به باشگاه فوتبال اولم ۱۸۴۶ و باشگاه فوتبال اشتوتگارت اشاره کرد.